# Suzuka
Suzuka (鈴鹿市 Suzuka-shi?) är en japansk stad i Mie prefektur på sydkusten av centrala Honshu. Staden fick stadsrättigheter 1942.

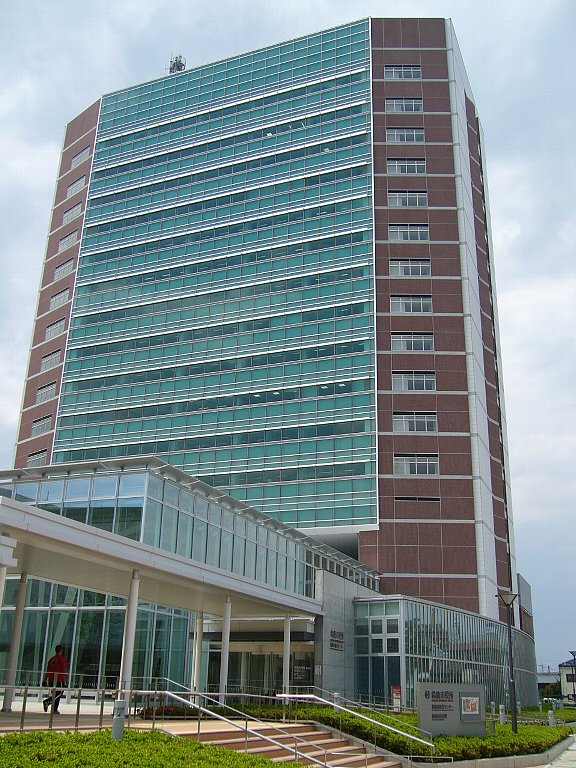
Suzuka stadshus

I Suzuka ligger racerbanan Suzuka International Racing Course.

## Geografi
Suzuka ligger i nordöstra Mie prefektur, i norra Kiihalvön, gränsande till Isebukten i öster. Delar av staden ligger inom gränserna för Ise-no-Umi Prefectural Natural Park och Suzuka Quasi-National Park.

### Intilliggande städer och kommuner
- Yokkaichi
- Tsu
- Kameyama
- Kōka

## Personer med anknytning till Suzuka
- Takafumi Ogura – professionell fotbollsspelare
- Eisuke Nakanishi – professionell fotbollsspelare
- Miwa Asao – volleybollspelare